# 牽制球

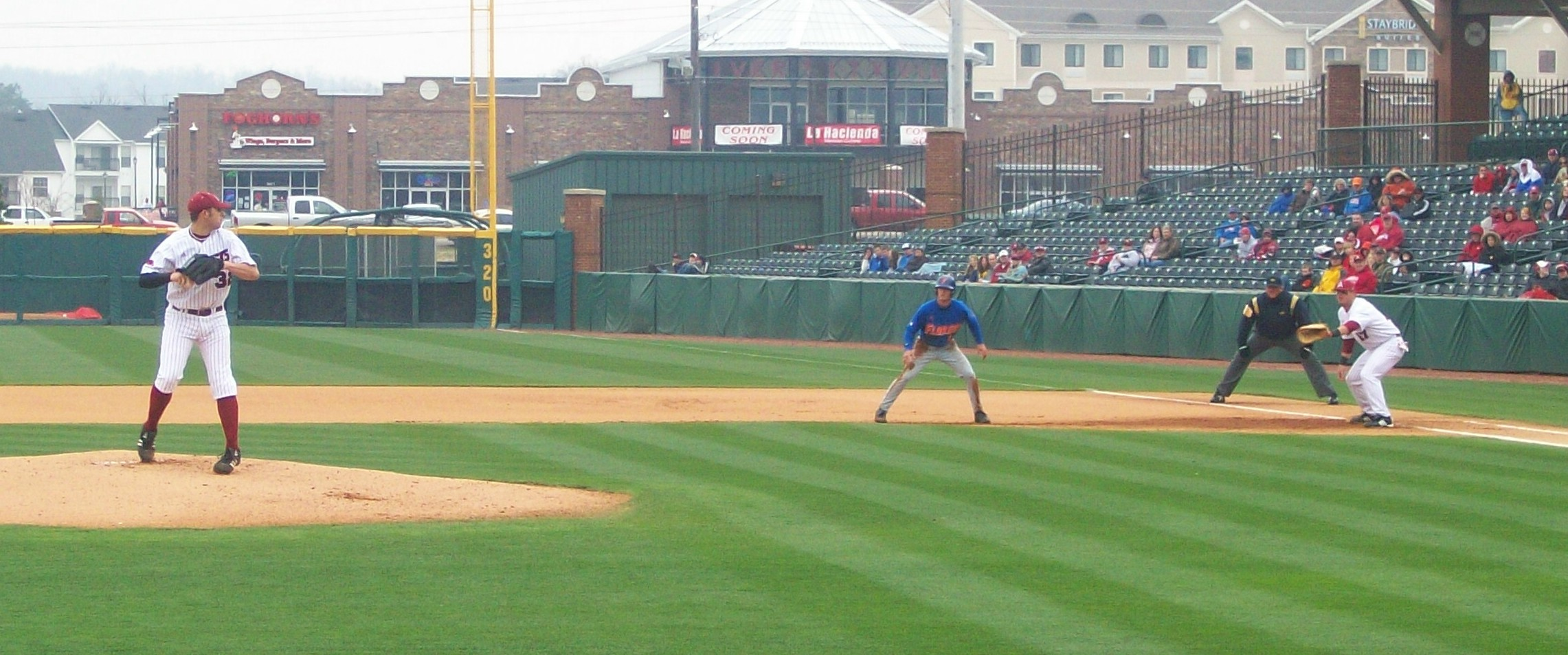
牽制球を投げようとする投手
一塁走者は塁を大きく離れ、一塁手は捕球体勢に入っている

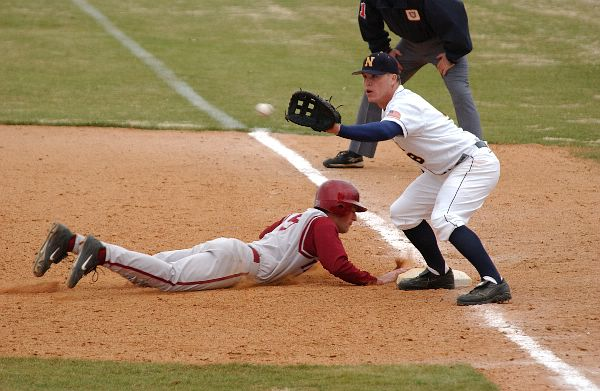
牽制球を捕球する一塁手と、帰塁する一塁走者

牽制球（けんせいきゅう、英: pickoff attempt）とは、野球やソフトボールにおける守備行為の一つである。略して牽制（けんせい）と言われることが多い。「牽」の字が常用漢字に含まれていないことから、新聞などでは「けん制球」と表記されることが多い。

## 概要
走者は自身が望む場合、自らの塁を離れて前進すること(リード) が許されている（ソフトボールでは投手のボールリリース前の離塁は禁止）。守備側としては走者に塁を離れられるほど次の塁を取られることに繋がりやすく不利であるので、投球前の投手や捕球後の捕手が走者の動きを牽制するために、走者のいる塁に送球することが許されている。この送球を牽制球という。
牽制球の目的は上記の通り、リードした走者を元の塁に戻させること、もしくは大きなリードをした走者に触球してアウトにすることである。牽制球を多用することで、走者の盗塁をある程度防ぐこともできる（実際に盗塁が行われた際に捕手がする送球は牽制球ではない）。また、牽制の際に打者は打撃動作を直前で中止することになるが、その際の打者の挙動を観察して攻撃側の作戦を推測するために牽制が行われることもある。
投手が牽制する場合、投手板から軸足を外せばルールの制約をほとんど受けないが、投手板から軸足を外さない場合は様々な制約を受ける。また、牽制球が直接スタンドやベンチなどに入ってしまったときの安全進塁権も投手板を外すかどうかによって違いがあり、外した場合は送球と同じ扱いで2個、外さなかった場合は投球と同じ扱いで1個の安全進塁権が走者に与えられる。
最も多く牽制が行われるのは一塁に対してである。一塁に牽制球する場合、左投手は右足を一度真上に上げてからでも牽制が許されるが、右投手が左足を真上に上げた場合は許されない。そのためほとんどの右投手は全ての投球をクイックモーションで行うのに対し、左投手は右足をゆっくり真上に上げてから投球あるいは牽制に移る場合が多い。足を上げた段階ではどちらの動作かわからないようにできるため、左投手のほうが一塁牽制に優位であると言われることが多い。
ただ、右投手は一塁に牽制球する場合、90度ターンするので強い牽制球が投げられる分、左投手は一塁走者と対面して牽制するので強い牽制球が投げられないというデメリットがある。
牽制球は重要な戦術ではあるが、あまりに多用しすぎると試合の遅延行為となる。試合時間の短縮が課題となっていたメジャーリーグでは、2023年から牽制球の回数を1打席あたり2回までに制限する規則が新たに採用された（後述）。

## 不正な牽制動作
投手が牽制球を投げるときは、一般にセットポジションから行うことが多く、投手が首を動かして直接走者を見て自分の判断で送球する場合と、捕手やベンチのサインで送球する場合とがある。投手は走者をアウトにするため、投球と見せかけて送球するなど、送球にいたるまでの動作で走者を騙すこともありうる。そのためルールに動作の制約が設けられており、投手がこれに違反すればボークが科せられ、塁上にいる全ての走者に1個の安全進塁権が与えられる（ボークの定義については、牽制球に関する動作を参照のこと）。捕手には送球動作にルール上の制約はない。
投手が投手板に触れたまま一塁または三塁への偽投（牽制球を送るふりをするだけで、実際には送球しないという行為）をすることは禁じられており、これを犯すとボークが科せられる(日本では2014年から適用)。
アウトを取ろうとする場合を除き、投手が捕手以外の野手に送球して故意に試合を遅延させることは禁止されており（野球規則8.02c）、警告を受けても繰り返すとボークに加えて退場処分となる。また、野球規則8.05hでも投手による不必要な遅延行為にはボークを科すとされている。ただしNPBなどでは、補殺する気のないような緩い牽制球を投げること自体は概ね容認され、直ちには警告やボークを科されないことが多い。

## 回数の制限
かつては牽制球の回数を制限する規定はなく、1人の打者と相対している間に何度牽制を行ってもよかった（ただし、故意に試合を遅延させるような牽制球は前述の規定で禁止されている）。
他方で、メジャーリーグでは野球への関心の低下に歯止めを避けるべく試合時間の短縮に向けた取り組みがかねてから行われており、2023年より、ピッチクロックの導入などと同時に、1打席での牽制球の回数を2回までに制限する規則が新たに採用された。具体的には、投手が牽制球を投げるか、もしくは投手板から足を外す行為は1打席あたり2回までに制限され、3回目以降は走者をアウトにできなかった場合ボークとなる。
日本のプロ野球では、当該の規則は2023年現在採用されていない。ただし、社会人野球では「スピードアップ特別規程」として同様の規則が2023年より採用される。